# Буені
Буені́ (фр. Bouéni) — муніципалітет у Франції, в заморському департаменті Майотта. Населення — 5296 осіб (2007).
Муніципалітет розташований на відстані близько 8300 км на південний схід від Парижа, 22 км на південний захід від Мамудзу.